# Hilel Kook
Hilel Kook, hebrejsky: הלל קוק‎ (24. července 1915 – 18. srpna 2001) byl sionistický aktivista, izraelský politik a poslanec Knesetu za stranu Cherut.

## Biografie
Narodil se v tehdejší Ruské říši (dnes Litva). V roce 1925 přesídlil do dnešního Izraele. Studoval na náboženské škole v Afule a židovská studia na Hebrejské univerzitě. V roce 1930 se stal v Jeruzalému členem židovských jednotek Hagana, roku 1931 přestoupil do jednotek Irgun. Sloužil jako velitel během arabského povstání v Palestině v roce 1936. Jeho strýcem byl vrchní rabín v předstátním Izraeli Abraham Isaac Kook.

## Politická dráha
V roce 1937 byl vyslán Irgunem do Polska na misi s cílem vybrat peníze pro účely hnutí. Pomáhal zřizovat buňky Irgunu ve východní Evropě. Organizoval ilegální židovskou imigraci. V roce 1940 odcestoval do USA, kde pomáhal při vytváření židovských vojenských sil. Roku 1943 založil Emergency Committee to Save European Jewry a vedl kampaň, v níž upozorňoval na fakta o probíhajícím holokaustu. V USA používal pseudonym Peter Bergson (פיטר ברגסון). Roku 1948 byl zatčen v důsledku konfrontace okolo lodi Altalena.
V izraelském parlamentu zasedl po volbách v roce 1949, kdy kandidoval za Cherut. Byl členem zvláštního výboru pro revizi půjček a výboru House Committee. Před koncem funkčního období odešel z poslaneckého klubu Cherutu a byl nadále nezařazeným poslancem.